# Charles Sydney Smith
Charles Sydney Smith (Wigan, Gran Manchester, 26 de gener de 1879 – Southport, Merseyside, 6 d'abril de 1951) va ser un waterpolista anglès que va competir durant el primer quart del segle xx.
Com a porter, va guanyar tres medalles d'or en la competició de waterpolo dels Jocs Olímpics de Londres de 1908, d'Estocolm de 1912 i d'Anvers de 1920. També disputà els Jocs de París de 1924, on l'equip britànic quedà eliminat en la primera eliminatòria per Hongria a la pròrroga. Amb 41 anys i 270 dies és el waterpolista més vell en aconseguir una medalla d'or.